# 王洪福
王洪福（1934年—），北京人，中国人民解放军将领、中国人民解放军中将。 
1993年，授予中国人民解放军中将，曾任第二炮兵副政治委员。 